# Saintonge
Saintonge este o veche provincie franceză (teritoriu al Regatului Franței) ale cărei granițe au variat de mai multe ori de-a lungul timpului. Locuitorii săi sunt Saintongeais. Parte integrantă a provinciei romane Aquitaine în timpul antichității (Saintes devenind prima capitală a acestui vast ansamblu), a fost apoi plasată, în funcție de epocă, de mișcarea regilor și ducilor Aquitainei, a conților de Anjou apoi a conților de Poitiers, înainte de a fi din nou integrați în Ducatul Aquitaniei timp de câteva secole. În secolul al XIV-lea, Saintonge avea titlul de „comté ” în sine.
Apărând ca un zonă de frontieră între domeniile Capețian și Plantagenet în timpul Evului Mediu târziu, a fost zguduit de lupte necontenite între 1152 și 1451, domnii săi ezitând adesea între atașamentul pentru Aquitania (pro engleză) și legătura cu Paris. Totul arată că atașamentul anglo-aquitan a fost predominant acolo până pe la mijlocul secolului al XIV-lea. Cu toate acestea, erorile de conduită ale lui Henry de Grosmont, Contele de Derby (raidul din 1346) și apoi ale Prințului Negru au contribuit treptat la slăbirea puterii anglo-aquitane, iar provincia a intrat definitiv sub controlul regelui Franței. în 1451 (capturarea lui Montguyon).
Saintonge (scris Xaintonge în trecut)> este astăzi o regiune naturală cu multiple aspecte economice și geografice care se încadrează pe trei departamente, Charente-Maritime (cu excepția părții sale de nord-vest care aparține provinciei Aunis și regiunea Aulnay, istoric în Poitou), o zonă de un sfert din sud-vestul Charente, incluzând teritoriile de la sud de râul Né, cum ar fi orașele Barbezieux-Saint-Hilaire, Baignes-Sainte-Radegonde sau Chalais, precum și extremitatea sudică a Deux-Sèvres (Frontenay-Rohan-Rohan și până la suburbiile sudice ale Niort). În nordul departamentului Gironde, regiunea Gabay, a limbii Saintonge, depindea de Guyenne.
Din punct de vedere istoric, granițele Saintonge cu provinciile Angoumois, Aunis (inițial parte din Saintonge), Guyenne și Poitou au evoluat de-a lungul secolelor. De la orașul roman Santons la dieceza de Saintes, care includea Cognac, Jarnac și Barbezieux-Saint-Hilaire, în Evul Mediu, limita cu Angoumois (inițial eparhia Angoulême) a evoluat, în principal prin diferitele comitate de Angoulême. Coniacul a trecut în Angoumois înainte de nașterea lui François I, iar Barbezieux a rămas în Saintonge până la Revoluție înainte de a fi integrat în departamentul Charente, separându-l efectiv de restul Saintonge. De asemenea, în secolul al XVII-lea, parohiile Braux și Étauliers (regiunea Gabay) au fost plasate în Saintonge de Nicolas Sanson (Guvernoratul general de Guienne și Gascogne, 1650) și Johannes Blaeu (harta guvernului Guienne și Gascogne, 1662), dar nu mai este cazul în secolul următor, limita dintre cele două provincii trecând atunci la nord de Saint-Ciers La Lande sau Braux.

## Geografie
4/5 din teritoriul Charente-Maritime este reprezentat de Saintonge, o parte din care a fost amputată pentru a forma Charente în timpul creării departamentelor în 1790.
Această provincie străveche al cărei centru geografic este Saintes - de la care își ia numele - se caracterizează printr-o diversitate de terenuri care formează tot atâtea microregiuni destul de bine individualizate și care sunt fiecare polarizate de un mic oraș dominant.
Este atât o regiune de coastă, care include cea mai mare insulă a regiunii, insula Oléron, și care este mărginită de cel mai mare estuar din Europa, Estuarul Gironde, cât și o regiune continentală, caracterizată prin platouri joase, cu soluri diferențiate și altitudine medie în care curg râuri, în văi puțin adânci și cel mai adesea asimetrice.
Astfel, mai multe microregiuni compartimentează Saintonge, unde valea Charente servește drept legătură între aceste diferite grupuri geografice.

## Istorie

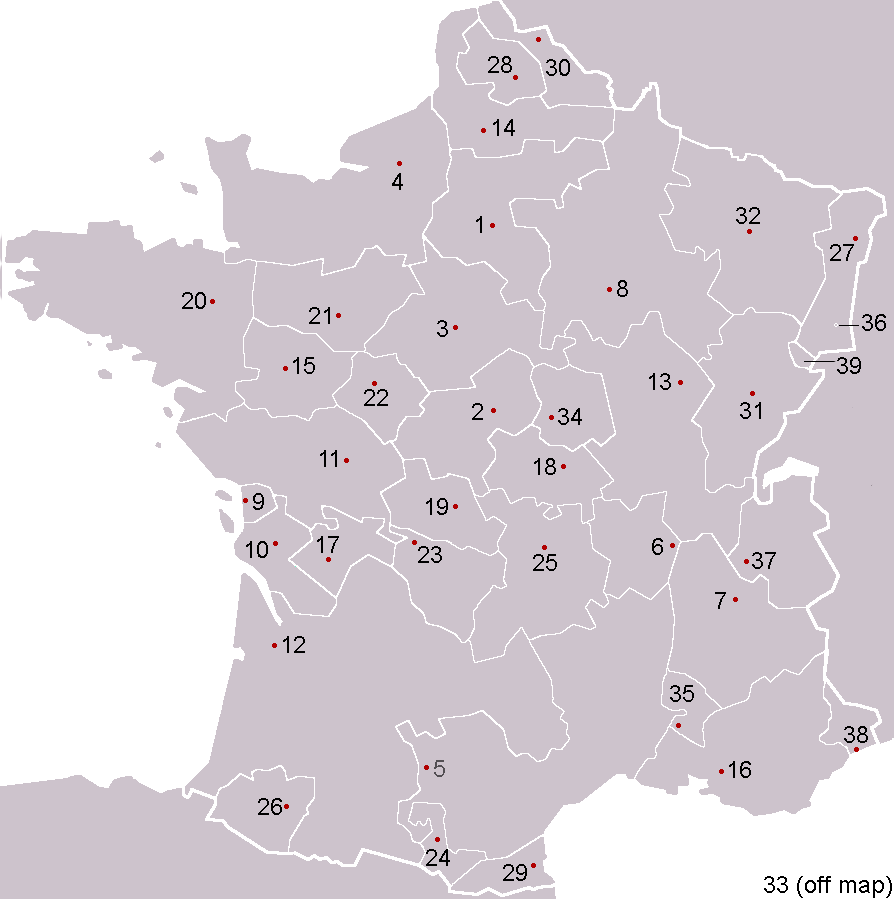
10: Saintonge.

### Origini
Din paleoliticul mijlociu, Saintonge a fost populată de oameni de Neanderthal, după cum arată descoperirile făcute pe tot văile afluenților Charente, și mai ales cea a fosilei poreclit „Pierrette” la Saint-Césaire.
În timpul neoliticului, Saintonge a cunoscut o puternică implantare de megaliți, în special dolmene în Cognac, Châteaubernard, Saint-Brice etc. Civilizația Peu-Richard a ocupat regiunea între 3200 și 2200 î.Hr.
Ligurii s-au stabilit în Saintonge în jurul anului 1800 î.Hr. și au creat un important centru de prelucrare a bronzului în Meschers-sur-Gironde.
Potrivit legendei, Santonii sunt o colonie troiană care a venit după căderea Ilionului de pe malurile Xanthe, de unde și motto-ul provinciei Saintonge: Xantones a Xantho nomina sancta tenent.

### Perioada galică și galo-romană
Galii au sosit în jurul secolului al VII-lea î.Hr. venind din regiunea Germaniei de astăzi. Un mormânt din această perioadă a fost descoperit în Meschers-sur-Gironde care conținea un schelet de 1,80 metri.
Poporul galic Santoni, prezent între Charente și Gironde, își va da numele viitoarei provincii Saintonge și va lăsa acolo o anumită amprentă. Urme de șanțuri și cercuri funerare datând din această perioadă au fost găsite la Breuillet, Médis, Saint-Sulpice-de-Royan și Belmont, în comuna Royan.
În perioada celei de-a doua epoci a fierului, Santonii au fost organizați politic în jurul oppidum-ului Pons, care a devenit „oppidum-ul Santonilor independenței”. Acest centru comercial și artizanal activ este și un centru strategic fortificat pe care romanii l-au ocupat activ de la anexarea teritoriilor în anul 58 î.Hr. și mai ales după 52 î.Hr. în timpul înfrângerii Alésiei unde liderul galic Vercingetorix a fost învins.
În timpul Imperiului Roman, Saintonge a constituit o civitas prosperă a Galiei romane. Capitala celei de-a doua provincii Aquitania a fost stabilită la Mediolanum Santonum, actualul oraș Saintes, care a beneficiat de lucrări majore de urbanizare: amfiteatru, băi termale, pod peste Charente, arc votiv al lui Germanicus (și nu „al triumfului”) marcând punctul de sosire a Via Agrippa, cu plecare din Lugdunum (Lyon, capitala Galiei romane).
Sfântul Eutrop, originar din Saintes, în secolul al III-lea, a creștinat acest teritoriu care cuprindea și Aunis. A fost martirizat și stema Saintonge reprezintă și mitra lui, cea a primului episcop de Saintes, înconjurată de trei flori de lis, pe fond albastru.
Saintes a fost invadat succesiv de alani, vandali la începutul secolului al IV-lea și de vizigoți în 419. În 507, a fost cucerit de Clovis I împreună cu restul Aquitaniei și încorporat în Regnum Francorum. Împărțite în numeroase feude, cele mai importante seniorii au fost cele din Saintes, Saint-Jean-d'Angély, Aulnay, Cognac, Jarnac și Jonzac.
În 565, Waddon este menționat ca Conte de Saintonge.
În secolul al X-lea, Aunis a fost separat de Saintonge, care va depinde de Seneșalul din Poitou până în 1360.

### Războiul de o sută de ani

Stema provinciei:
Albastră cu o mitră argintie însoțită de trei flori de crin aurii..

În secolele al XI-lea și al XII-lea, seniorii de la Châtelaillon au jucat un rol important în acest teritoriu, care a intrat sub dominație engleză în 1152, prin căsătoria Eleanor de Aquitania cu Henric al II-lea al Angliei. A fost preluată parțial (malul drept al Charente) de la Ioan fără de Țară între 1204 și 1210.
La 1 august 1242, în urma celebrei Bătălii de la Taillebourg, regele Ludovic al IX-lea a impus regelui Angliei condițiile dure ale Tratatului de la Pons.
În 1271, la moartea lui Alphonse de Poitiers, în conformitate cu Tratatul de la Paris din 1259, partea de sud a Saintonge limitată de malul stâng al Charente a rămas la Ducele de Aquitaine, regele Angliei (Henric al III-lea). În conformitate cu Tratatul de la Brétigny din 1360, întreg Saintonge aparținea Guyennei engleze, la nord și la sud de Charente. În 1371, a fost recucerită în întregime de Bertrand du Guesclin, iar în 1375, a fost unită oficial la coroana Franței de către regele Franței Carol al V-lea. Acest act simbolic, însă, nu a pus capat în niciun caz anarhiei care domnea în mediul rural (bătut de briganți, Écorcheurs) și nici în luptele dintre francezi și anglo-Aquitania, care continuă în sudul provinciei (asediul lui Montendre în 1402; capturarea lui Montguyon - preludiu la cucerirea Guyennei în 1451, sub conducerea lui Jean de Dunois).

### Razboaiele religioase
Din 1542 până în 1549, a cunoscut revolte serioase împotriva gabelei (jacquerie des Pitauds), până la edictul lui Henric al II-lea, regele Franței.
Din anii 1550, ideile Reformei s-au dezvoltat rapid și protestantismul a devenit foarte activ acolo, La Rochelle, în vecinatatea Aunis, devenind una dintre capitalele și fortăreața protestanților. Pacea de la Saint-Germain-en-Laye, 8 august 1570, a recunoscut La Rochelle drept unul dintre cele patru locuri de siguranță acordate protestanților.
Anii 1570-1590 au fost marcați de teribilele războaie religioase, iar din 1593 până în 1595 a avut loc prima revoltă a croquantilor.
Semnat în 1598 de Henric al IV-lea, regele Franței, Edictul de la Nantes a adus aproximativ douăzeci de ani de pace, până în 1620. Saint-Jean-d'Angély a căzut în 1621, înfruntândul pe Ludovic al XIII-lea, regele Franței, iar în 1628, după asediul La Rochelle, Saintonge a fost din nou grupat cu Aunis într-o Generalitate.
În anii 1630-1650, Războiul de Treizeci de Ani a făcut ravagii și a fost însoțit de revolte țărănești împotriva noilor taxe din 1629 până în 1643: Croquants. Din 1650 până în 1653, Fronda des Princes a afectat Saintonge și a provocat mizerie în mediul rural.
Anii 1660 au văzut o reluare a persecuției împotriva protestanților, care a dus în 1685 la revocarea Edictului de la Nantes, care avea să vadă începutul exodului multor hughenoți în Lumea Nouă și sosirea lui François Fénelon, responsabil pentru convertirea protestanților locali.

### Epoca revoluționară și napoleoniană
Din 1744, la Saintes, la Rochefort și în La Rochelle, au fost fondate loji masonice de obediență engleză, iar în 1757 și 1758, coastele au suferit incursiuni britanice. Anul 1785 a fost marcat de recolte slabe și foamete, iar anul 1789 de o criză agricolă foarte gravă.
Din 1790 până în 1794, zonele rurale ale Saintonge au fost marcate de revolte majore și de Teroare (revolte antiseniorale, revolte vandeene, amenințări britanice). Cea mai mare parte a provinciei s-a alăturat noului departament Charente-Inférieure, cu Saintes ca prefectură, care a fost transferat la La Rochelle în 1810. Partea de est a provinciei, în jurul lui Barbezieux, este atașată departamentului Charente.

## Cultură

### Personalități și familii celebre

#### Personalități
- Pierre Dugua de Mons (1550-1628), primul colonizator al Noii Franțe, al cărui locotenent era Samuel de Champlain;
- Samuel de Champlain (1570-1635), explorator și fondator al orașului Quebec și Acadiei;
- Agrippa d'Aubigné (la Château de Saint-Maury de lângă Pons, 1552-1630), scriitor;
- Guy Chabot de Saint-Gelais, al doilea baron de Jarnac (1514 - 1 decembrie 6 d.Hr.), 6 august 1584), autor al celebrei lovituri de Jarnac[n 6];
- Jean Ogier de Gombauld (1576-1666), poet și dramaturg;
- Raymond de Montaigne (1581-1637), episcop de Bayonne și general locotenent al Seneșalului de Saintonge;
- Bernard Palissy (1509-1590), ceramist;
- François Fresneau de La Gataudière (1703-1770), inginer al regelui, el a descoperit hevea, arborele de cauciuc;
- Joseph Ignace Guillotin (1738-1814), doctor și politician francez, născut la Saintes. El este cunoscut pentru că a adoptat, în timpul Revoluției Franceze, ghilotina ca singură metodă de execuție capitală.
- Barthélemy Gautier, caricaturist din Pons.
- Pierre Jônain, lingvist dialectul Saintongeais.
- Odette Comandon, (1913-1996), actriță, autoare de comedie în dialectul Saintongeais.
- Clément-Gabriel Villeneau, (1875-1964), doctor în drept, deputat pentru Charente-Maritime.
- Athanase Jean (Docteur Jean), (1831-1932), primar al Rouffiac, autor în dialectul Saintongeais.
- Goulebenéze, (1877-1952), bard.

#### Familii
- Familia Bremond d'Ars - fosta Bremond, este o familie nobiliară franceză, originară din Saintonge. Această familie nobiliară de origine cavalerească are o descendență dovedită care datează din 1390[17]. Ea a produs numeroși ofițeri, domni ai camerei regelui, chambelani, paji, brutari ai regilor și doi cavaleri de Malta.
- Familia Sainte-Hermine - este o familie a vechii nobilimi franceze originară din Saintonge și Angoumois[18].
- Familia Prequé de Guippeville
- Familia Trémoille - este o familie nobiliară franceză de origine feudală, originară din Poitou. A trăit cele mai illustre ore ale sale la sfârșitul Evului Mediu și în timpul Renașterii.
- Familia Meschinet de Richemond

### O limbă regională a Franței
Saintongeais este o limbă atestată timp de opt secole. Cele mai vechi scrieri asociate cu acesta sunt două texte din prima jumătate a secolului al XIII-lea: Turpin saintongeais și Tote l'istoire de France, numite Les Chroniques saintongeaises. A devenit oficial o limbă regională a Franței în 2007.

### Clădiri remarcabile
- Ruinele galo-romane ale Saintes, inclusiv amfiteatrul Saintes, arcul lui Germanicus sau băile termale Saint-Saloine;
- Bisericile romanice găsite în multe sate;
- Opriri pe drumul spre Santiago de Compostela: Bazilica Saint-Eutrope, Spitalul de pelerinilor din Pons, listat în Patrimoniul Mondial;
- Clădirile religioase din Saintes: Catedrala Saint-Pierre și Abbaye aux Dames;
- Biserica romanică Sainte-Radegonde din Talmont-sur-Gironde;
- Vechea biserică a abației din Saint-Jean-d'Angély;
- Fortificațiile de coastă: Fort Boyard, Fort Louvois, cetatea Château-d'Oléron;
- Orașul fortificat Brouage;
- Bisericile fortificate de-a lungul fluviului Charente;
- Castelele, de la donjonul Pons la castelul Javarzay, inclusiv castelul Barbezieux, castelul Rochecoubon, castelul Taillebourg;
- Centrele istorice Saintes și Saint-Jean-d'Angély;
- Podurile estuarului Charente: podul suspendat Tonnay-Charente, podul transportor Martrou lângă Rochefort;
- Situl galo-roman de la Barzan.